# Javier Aguilar García
Francisco Javier Aguilar García (Sevilla, España, 30 de agosto de 1983) es un periodista y presentador español.  

## Trayectoria
Meteorólogo y periodista, dedicó su tesis doctoral a la información meteorológica en televisión en 2013 en la Universidad de Sevilla. 
Entre el 2 de julio de 2001 y el 27 de agosto de 2004 copresentó la nueva etapa de La banda en Canal Sur TV y Canal 2 Andalucía, con Felipe Delgadillo, María Espejo y Tutti Márquez. 
Posteriormente, el 27 de septiembre de 2004 pasó a presentar Acerca-T (Premio Andalucía de Periodismo 2006 y tercer Premio TV infantil Unicef 2006), el informativo juvenil emitido en Canal 2 Andalucía hasta el 23 de octubre de 2007. Finalizado este programa presentó Experiencia TV en Canal Sur TV.
Después, desde 2011 y hasta agosto de 2017, presentó El tiempo en Canal Sur Televisión y el espacio de divulgación meteorológica y climática, las MeteoRutas. También es autor del libro "Si mañana no llueve, me afeito el bigote: manual para presentadores y espectadores de El tiempo".
Entre septiembre de 2017 y octubre de 2019 presentó las cuatro ediciones de Canal Sur Noticias Fin de semana con Reyes López en Canal Sur Televisión.
Desde octubre de 2019 regresa al equipo de El tiempo de Canal Sur Televisión, para dirigir Nuestro tiempo cada sobremesa de lunes a viernes. Paralelamente, de abril de 2023 a abril de 2024 presenta Atrápame si puedes, concursantes top en Canal Sur TV.
Desde septiembre de 2024 es personal laboral fijo de Canal Sur Radio y Televisión en la categoría laboral de "Redactor / Presentador", tras presentarse al Proceso Extraordinario de Estabilización de la RTVA.